# Haga distrikt, Uppland
Haga distrikt är ett distrikt i Sigtuna kommun och Stockholms län. 
Distriktet ligger norr om Sigtuna.

## Tidigare administrativ tillhörighet
Distriktet inrättades 2016 och utgörs av en del av området Sigtuna stad omfattade till 1971, delen som före 1948 utgjorde Haga socken.
Området motsvarar den omfattning Haga församling hade vid årsskiftet 1999/2000.